# Hieracium pholidotum
Hieracium pholidotum là một loài thực vật có hoa trong họ Cúc. Loài này được T.Durand & B.D.Jacks. mô tả khoa học đầu tiên năm 1902.